# Güvercin
Güvercin (em inglês: The Pigeon, no Brasil:O Pombo – Um Refúgio para Sobreviver) é um filme de drama escrito e dirigido por Banu Sivaci, e lançado no Festival Internacional de Cinema de Berlim em 2018. No Brasil, foi lançado pela Elite Filmes no Cinema Virtual em 2021.

## Sinopse
O filme segue a história de amadurecimento de um adolescente com dificuldades sociais que decide se refugiar em um porão para cuidar de seus pombos de estimação.

## Elenco
- Kemal Burak Alper ... Yusuf
- Ruhi Sari ... Halil
- Demet Genç ... Rumeysa
- Evren Erler ... Seymen
- Mustafa Akcin ... Simsek
- Medyum Burak ... Burak
- Emine Erdem
- Michal Elia Kamal ... Gulfem

## Recepção
Mark Adams em sua crítica para o Screen International disse que o filme "detalha de forma impressionante a vida nas margens e aponta Sivaci como um diretor a ser observado."